# Жаконя
Жако́ня — обезьянка, персонаж книги Юрия Магалифа и её кукольное воплощение в детской телепередаче «Тяпа, Ляпа и Жаконя».

## История создания персонажа
Сказка «Приключения Жакони» о маленькой игрушечной обезьянке первоначально была создана новосибирским писателем и мастером художественного слова Юрием Магалифом для собственной передачи на местном радио. По словам писателя, у персонажа был «прототип»: «тряпичная обезьянка действительно существует — живёт в коробочке, а коробочка бережно хранится в шкафу. Жаконе более полувека, он единственное (если не считать двух-трёх фотографий) напоминание о далёком детстве, о доблокадной ленинградской жизни, к этой тряпичной куколке прикасались материнские руки. В нашей семье — давний культ Жакони». Существует предположение, что кличка «Жаконя» могла появиться благодаря цирковому артисту Жакомино (Джакомо Чирени, 1884—1956): согласно воспоминаниям А. И. Куприна, артист был так популярен, что в Петербурге начала XX века игрушечных обезьянок называли «жакоминками», а это прозвище позднее могло трансформироваться в «Жаконю», однако возможно, что кличка распространилась в России после выхода в 1890 году русского перевода книги Вильгельма Буша «Обезьяна Фиппс» (нем. Fipps, der Affe), где персонаж был назван Жако (Жакошка, Жаконя). Жако Буша при этом мало походил на персонажа Магалифа: «если „старый“ Жако был просто проказлив (порой до жестокости), то „новый“ Жаконя оказался добрым и весёлым малым, хотя порой излишне увлекающимся и доверчивым».
В 1959 году в Ленинграде по произведению Магалифа был поставлен кукольный телеспектакль. Автором пьесы по сказке и режиссёром был А. Рессер, а кукол (в том числе куклу Жакони) создала художник В. Малахиева. Несколько позднее (в начале 1960-х) кукла Жаконя, придуманная Малахиевой, стала одним из персонажей развлекательно-образовательной передачи «Тяпа, Ляпа и Жаконя». Водил и озвучивал куклу актёр-кукловод ленинградского Большого театра кукол Владимир Кукушкин. В передаче внешность и характер Жакони по сравнению со сказкой Магалифа претерпел значительные изменения: в частности, обезьянка стала более непоседливой и озорной, имея некоторое сходство с Хрюшей из более поздней передачи «Спокойной ночи, малыши». Более того, в 2005 году Жаконя вернулась на телевидение в качестве персонажа передачи с многозначительным названием «Клуб знаменитых хулиганов».
Сказка Магалифа, телепередача и сама обезьянка быстро приобрели популярность. В частности, известно, что после создания «Приключений Жакони» в Новосибирске (где, как упомянуто выше, сказка была не только напечатана, но и прочитана на радио) именем персонажа дети начали называть собственных игрушечных обезьянок.

## Внешний вид в сказке
«И тогда Мама сшила из кусочков меха, фланели и коричневого сукна маленькую-премаленькую забавную обезьянку, которая настолько походила на Жако, что её даже и назвали точно так же — „Жако“.
Жаконю нарядили в красную курточку и синие штанишки, из которых высовывался длиннющий хвост, сделанный из коричневого шнурка, а внутрь шнурка была вставлена проволока. На голову Жаконе надели вязаную шапочку, на ноги — ватные башмачки… Словом, одет он был тепло, потому что ужасно боялся холода, как и всякая обезьяна».